# Tài chính dự án

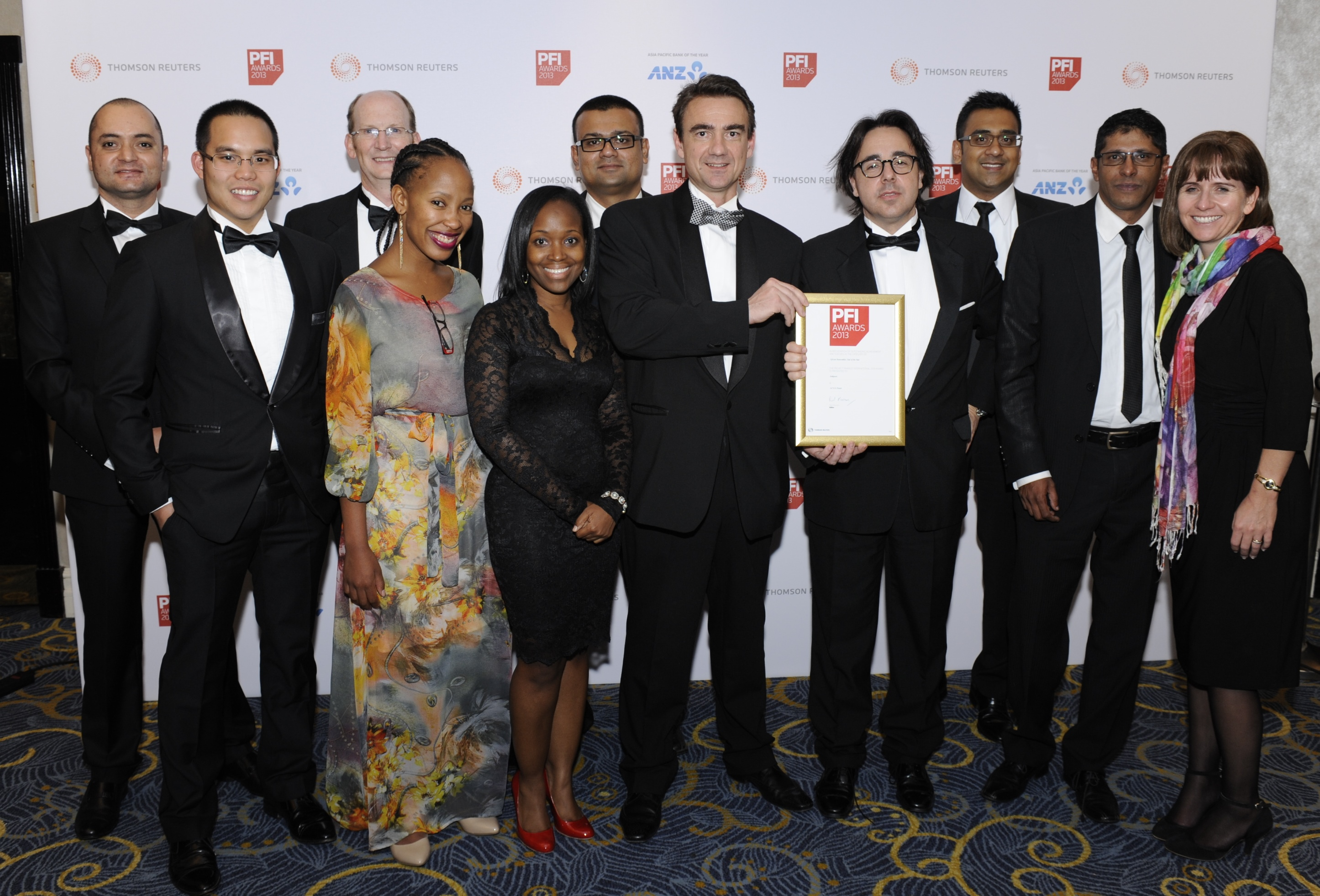
Một lễ ký kết tài trợ dự án ở Nam Phi

Tài chính dự án (project finance) là nguồn vốn (tài chính) tài trợ lâu dài cho các cơ sở hạ tầng dài hạn, các dự án công nghiệp và các dịch vụ công cộng sử dụng một tổ chức hoặc cơ cấu tài chính khả tín hạn chế dựa trên dòng tiền dự kiến của dự án thay vì bảng cân đối kế toán của các nhà tài trợ. Nợ và vốn chủ sở hữu sử dụng để tài trợ cho dự án được hoàn trả lại từ dòng tiền được dự án tạo ra. Tài trợ dự án là một cấu trúc cho vay chủ yếu dựa vào dòng tiền để trả nợ của dự án, với tài sản, quyền và lợi ích của dự án được giữ làm tài sản thế chấp thứ cấp. Tài chính dự án đặc biệt hấp dẫn đối với khu vực tư nhân vì các công ty có thể tài trợ cho các dự án lớn ngoài bảng cân đối. Thông thường, cơ cấu tài trợ dự án bao gồm một số nhà đầu tư vốn chủ sở hữu, được gọi là nhà tài trợ và tập đoàn gồm ngân hàng hoặc các tổ chức cho vay khác cung cấp khoản vay đến hoạt động, phổ biến là các khoản vay không truy đòi, được được bảo đảm bằng tài sản dự án và được thanh toán hoàn toàn từ dòng tiền thu được từ kết quả của dự án, thay vì từ tài sản chung hoặc khả năng tín dụng của các nhà tài trợ dự án, một phần quyết định được hỗ trợ từ mô hình tài chính.
Nguồn tài chính thường được đảm bảo bằng tất cả tài sản của dự án, bao gồm cả các hợp đồng tạo doanh thu từ dự án. Người cho vay dự án được cấp quyền cầm giữ tài sản đối với tất cả các tài sản này (tài sản bảo đảm) và có thể nắm quyền kiểm soát dự án nếu công ty dự án gặp khó khăn trong việc tuân thủ các điều khoản của thỏa thuận, hợp đồng cho vay. Nói chung, một thực thể kinh tế có mục đích đặc biệt được tạo ra cho mỗi dự án (phổ biến là doanh nghiệp dự án, công ty con, công ty liên doanh), qua đó bảo vệ các tài sản khác thuộc sở hữu của nhà tài trợ dự án khỏi những tác động bất lợi khi dự án phá sản. Là một thực thể có mục đích đặc biệt, công ty dự án không có tài sản nào khác ngoài chính dự án đó. Cam kết góp vốn của chủ sở hữu công ty dự án đôi khi cần thiết để đảm bảo rằng dự án lành mạnh về mặt tài chính hoặc để đảm bảo với người cho vay về cam kết của nhà tài trợ. Tài trợ dự án thường phức tạp hơn các phương pháp tài trợ thay thế. Theo truyền thống, tài trợ dự án được sử dụng phổ biến nhất trong lĩnh vực như lĩnh vực khai thác, vận tải, viễn thông và các ngành công nghiệp điện, cũng như tài trợ xây dựng các địa điểm thể thao và giải trí.
Xác định (khẩu vị rủi ro) và phân bổ rủi ro là một phần quan trọng của tài chính dự án. Một dự án có thể phải chịu một số rủi ro về kỹ thuật, môi trường, kinh tế và chính trị, đặc biệt là ở các nước đang phát triển và thị trường mới nổi. Các tổ chức tài chính và nhà tài trợ dự án có thể kết luận rằng những rủi ro vốn có trong quá trình phát triển và vận hành dự án là không thể chấp nhận được (không thể tài trợ được). Một số hợp đồng dài hạn như thỏa thuận xây dựng, cung cấp, bao tiêu và nhượng quyền, cùng với nhiều cơ cấu sở hữu chung khác nhau được sử dụng để điều chỉnh các biện pháp khuyến khích và ngăn chặn hành vi cơ hội của bất kỳ bên nào tham gia vào dự án. Các dự án được tài trợ công cũng có thể sử dụng các phương thức tài trợ bổ sung như tài trợ tăng thuế hoặc sáng kiến tài chính tư nhân (PFI). Những dự án như vậy thường được quản lý bởi kế hoạch cải thiện vốn bổ sung thêm các khả năng kiểm toán và hạn chế nhất định cho quy trình. Tài trợ dự án ở các quốc gia có thị trường đang chuyển đổi và mới nổi đặc biệt rủi ro do các vấn đề xuyên biên giới như rủi ro về chính trị, tiền tệ và hệ thống pháp luật.